# Liste der Naturdenkmale in Reil
Die Liste der Naturdenkmale in Reil nennt die im Gemeindegebiet von Reil ausgewiesenen Naturdenkmale (Stand 18. März 2024).

## Ehemalige Naturdenkmale
| Nr. | Bezeichnung            | Lage      | Beschreibung                                           | Bild                                    |
| --- | ---------------------- | --------- | ------------------------------------------------------ | --------------------------------------- |
|     | Zwei Alte Walnussbäume | innerorts | Juglans regia, zwei Bäume; Rechtsverordnung aufgehoben | Direkt Bild zu diesem Denkmal hochladen |